# Dénes István (karmester)
Dénes István (Budapest, 1954. augusztus 13. –) Liszt Ferenc-díjas (2021) magyar karmester, zeneszerző és zongoraművész.

## Életútja
Budapesten született. A Liszt Ferenc Zeneművészeti Főiskolán zongoraművészi diplomáját Kadosa Pálnál és Rados Ferencnél, karmesteri oklevelét Kórodi Andrásnál szerezte, zeneszerző szakon Sárközy Istvánnál végzett. 1977-től a Magyar Állami Operaház szerződtette. Solti György ösztöndíjjal Bécsben tanult tovább a Musikhochschule növendékeként.
1980-tól 1984-ig a Zeneakadémián tanított összhangzattant. 1987 és 1995 között a Bréma-i Színház első karmestere, majd 1995 és 2008 közt a Trier-i Színház főzeneigazgatója volt. Eközben vendégkarmestere volt a Magyar Rádió Szimfonikus Zenekarának. Szerződtetett karmestere az Operaháznak.

## Munkássága
Karmesterként és zeneszerzőként is vendégszerepelt Európa jelentősebb koncerttermeiben, többek közt Varsóban, Krakkóban, Moszkvában, Prágában, Pekingben, Luxemburgban, Groningenben, Metzben, Berlinben. Dirigált a bécsi Operafesztiválon és a Bregenz-i Ünnepi Játékokon, Veronaban. 2008-ban Ring-et vezényelt a Nürnbergi Szimfonikusok élén. Több ős- és újkori bemutató fűződik nevéhez. 
Számos felvételt készített vele a Magyar Rádió, a Radio Bremen és a Bayerische Rundfunk. Zongoraművészként és karmesterként is készített CD felvételeket. Repertoárján több mint 80 színpadi mű szerepel, az operától a musicalig, az operettől a balettig; Monteverditől Offenbachon és Gershwinen át Schnittkéig, természetesen az opera és balettirodalom klasszikusainak társaságában.
Zeneművei közül említendő a „Logaritmikus ritmusok" ütőhangszerekre, a Trió Bartók Béla emlékére,  „Mohács 1526", „Hommage á Beethoven", „Funérailles", „Fanfár és korál", „A művészetek fantáziája és fúgája“ orgonára és a „Treveris-fantázia“. Kacsoh Pongrác János vitézéből új feldolgozást készített, és befejezte Mozart E-dúr kürtversenyét KV 494a.